# Krylovskaya (Leningrádskaya, Krasnodar)
Krýlovskaya (del ruso: Кры́ловская) es una stanitsa del raión de Leningrádskaya del krai de Krasnodar, en Rusia. Está situada a orillas del río Chelbas, 24 km al sur de Leningrádskaya y 120 km al norte de Krasnodar, la capital del krai. Tenía 6 615 habitantes en 2010.
Es cabeza del municipio Krýlovskoye.

## Historia
La localidad fue fundada en 1794 como uno de los primeros cuarenta asentamientos de los cosacos del Mar Negro en la región del Kubán. Su nombre tiene origen en uno de los asentamientos del Sich. Fue objeto de nueva inmigración en 1848. En 1865 se construyó la iglesia de San Miguel Arcángel. Para 1915, la localidad contaba con 10 224 habitantes. Del 31 de diciembre de 1934 a 1953 fue centro del denominado raión de Stalin.

## Demografía
| 2002  | 2010  |
| ----- | ----- |
| 6 744 | 6 615 |

### Composición étnica
De los 6 744 habitantes que había en 2002, el 93.9 % era de etnia rusa, el 1.8 % era de etnia ucraniana, el 1 % era de etnia gitana, el 0.9 % era de etnia armenia, el 1 % era de etnia bielorrusa, el 0.6 % era de etnia georgiana, el 0.3 % era de etnia tártara, el 0.3 % era de etnia griega, el 0.2 % era de etnia bielorrusa, el 0.1 % era de etnia alemana, el 0.1 % era de etnia azerí y el 0.1 % era de etnia adigué

## Economía
El sector principal de la economía de la stanitsa es la agricultura (antiguo koljós Ródina) que en 2001 se convirtió en la OAO Krýlovskoye.